# Ingrid Künzel
Ingrid Künzel verh. Reinhardt (* 29. Januar 1938 in Darmstadt) ist eine deutsche Schwimmerin und Olympiateilnehmerin. Sie startete für den DSW 1912 Darmstadt. Ihre Disziplin war das Freistilschwimmen.

## Erfolge
Künzel gewann mehrere Deutsche Meisterschaften:
- 100 m Freistil: 1954 und 1957
- 400 m Freistil: 1954 und 1956

Bei den Olympischen Spielen 1956 in Melbourne startete sie über 400 m Freistil, konnte sich mit 5:20,8 min jedoch nicht für das Finale qualifizieren. Mehr Erfolg hatte sie als Mitglied der 4 × 100-m-Freistilstaffel. Das Team (Ingrid Künzel, Hertha Haase, Katharine Jansen und Birgit Klomp) kam in 4:26,1 min auf Platz 4 und verpasste Bronze nur um 5 Zehntel (Gold in an Australien in der Weltrekordzeit von 4:17,1 min).